# Nazir (Talmud)

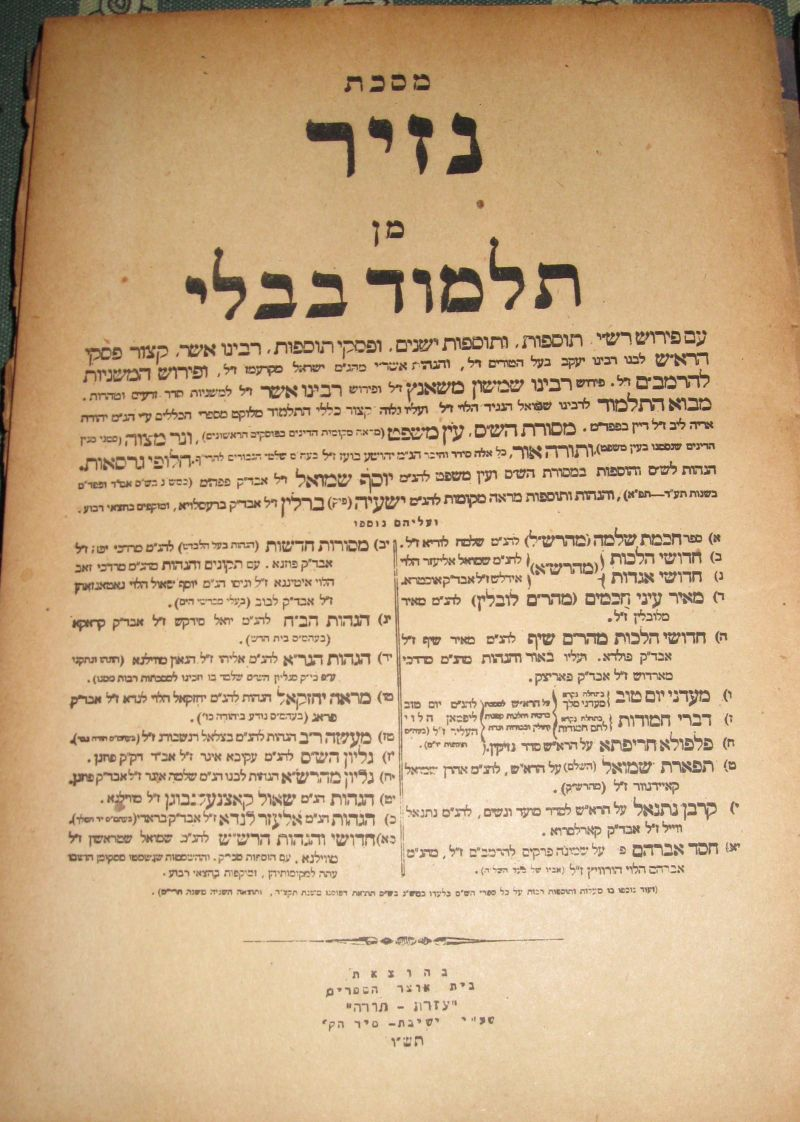
Talmud Nazir

Nazir (en hebreo: מסכת נזיר) es un tratado del orden de Nashim, de la Mishná, el Talmud y la Tosefta, dedicado principalmente a hablar sobre las leyes para los naziritas que se establecen en Números 6:1-21. En la Tosefta su título es nezirut. En la mayoría de las ediciones de la Mishná, este tratado es el cuarto del orden de Nashim, y está dividido en 9 capítulos, conteniendo 48 párrafos en total.

## Resumen del tratado
Capítulo 1: Los diferentes tipos de votos que involucran el nazireato obligatorio; el nazireato de por vida, el nazireato de Sansón (Jueces 12:4), y la diferencia entre estos dos tipos; el nazireato se calcula por días solamente, no por horas, y generalmente dura treinta días si no se da un período definido; diferentes expresiones que hacen obligatoria una especie de nazireato de por vida, aunque el pelo puede ser cortado una vez cada treinta días; expresiones peculiares indefinidas usadas en relación con el voto.
Capítulo 2: si los votos que se expresan de una manera peculiar e incorrecta son vinculantes; en los casos en que un voto claramente expresado de nazireato no es vinculante; votos hechos bajo condiciones incompatibles con el nazireato; combinación de dos nazireatos, o de uno con el voto de traer un sacrificio adicional por un nazireo; votos condicionales.
Capítulo 3: cuando un nazireo puede cortarse el pelo en caso de que haya jurado un solo término de nazireato, o cuando haya jurado dos términos sucesivos, ya sea que un nazireo que se haya vuelto impuro en el último día de su término deba reiniciar su nazireato, y en los casos en que deba hacerlo, el caso de alguien que promete nazireato mientras está en un lugar de entierro, el nazireato puede ser observado solamente en Tierra Santa. Helena, Reina de Adiabene, una vez hizo voto de nazireato por siete años, y cumplió su voto; pero cuando fue a la Tierra de Israel al final del séptimo año, Bet Hilel decidió que debía observar su voto por otro período de siete años, ya que el tiempo que había pasado fuera de la Tierra de Israel no podía ser tomado en cuenta.
Capítulo 4: En los casos en que una persona emita un voto de nazireato y los presentes digan: "Nosotros también"; dispensa de tales votos, concerniente a la anulación de los votos de nazireato de una esposa por su marido, el padre puede hacer un voto de nazireato para su hijo menor, pero no para la madre; y de la misma manera el hijo, pero no la hija, puede, en ciertos casos y en ciertos aspectos, suceder al término del nazireato del padre.
Capítulo 5: en los casos en que una persona dedica o promete algo por error, los nazireos que habían hecho sus votos antes de la destrucción del Templo de Jerusalén, y al venir a Jerusalén a ofrecer sus sacrificios, se habían enterado de que el Templo había sido destruido, los votos naziritas condicionales.
Capítulo 6: las cosas que están prohibidas para los nazireos; los diferentes productos que vienen de la vid; en los casos en que un nazireo es culpable de transgredir la prohibición de beber vino, en los casos en que es culpable de transgredir la prohibición de cortarse el pelo, en lo que respecta a la prohibición de profanar un cadáver, es más rigurosa que la prohibición de beber vino y cortarse el pelo, y en qué sentido las dos últimas prohibiciones son más rigurosas que la primera, los sacrificios y el corte de pelo si el nazireo se ha vuelto impuro, los sacrificios y el corte de pelo cuando se cumple el voto nazireo; la quema del pelo cortado debajo de la olla en la cual se cocina la carne del sacrificio; otras regulaciones con respecto a los sacrificios de los nazireos. 
Capítulo 7: El nazireo y el Sumo sacerdote no pueden profanarse a través del contacto con cadáveres aún en el caso de la muerte de un pariente cercano; discusión de la cuestión de si el nazireo o el sumo sacerdote se profana a sí mismo si ambos juntos encuentran un cadáver que debe ser enterrado y nadie más está allí para hacerlo, cosas que profana el nazireo, y otras regulaciones con respecto a la impureza de una persona que entra en el Templo.
Capítulo 8: Regulaciones en los casos en que es dudoso que el nazireo se haya vuelto impuro.
Capítulo 9: A diferencia de los esclavos y las mujeres, el "Kutim" no puede hacer un voto nazireo; en lo que respecta a los votos naziritas de las mujeres son más rigurosos que los de los esclavos, y viceversa, más detalles sobre la profanación de un nazireo; el examen de los lugares de entierro, y en relación con ello, las normas para el examen de una persona que sufre de tzarat, la discusión de la cuestión de si Samuel era un nazireo.

## Tosefta
La Tosefta de este tratado se divide en seis capítulos. Es notable la historia que habla del sumo sacerdote Simón el Justo, que nunca participó del sacrificio ofrecido por un nazireo, a excepción del ofrecido por un bello joven del sur, ya que en este caso podía asumir que el joven había hecho su voto con las mejores intenciones y aceptablemente ante Dios. Cuando Simón le preguntó al joven por qué había decidido cortarse el cabello, el joven le contestó que al contemplar su propia imagen en un estanque, se había vuelto vanidoso de su propia belleza, y que por lo tanto había tomado el voto nazireo, para evitar caer en la tentación.

## Guemará
La Guemará babilónica, cuyo pasaje introductorio explica, tomando como referencia a la santa Biblia (Deuteronomio 24:1), por qué el tratado Nazir del Talmud pertenece al orden de Nashim, contiene también muchas frases interesantes, algunas de las cuales pueden citarse aquí: "Cuarenta años se cuentan desde el momento en que los israelitas pidieron por primera vez un rey."(Samuel II 15:7). "El nazireo ha pecado al negarse a sí mismo el vino; y si el que se niega a sí mismo el vino, que no es absolutamente necesario, es considerado un pecador, el que se niega a sí mismo otras cosas que son necesarias para el sustento de la vida es un pecador mucho mayor." (Números 6:11). Una infracción de la ley con buenas intenciones es mejor que su cumplimiento sin buenas intenciones. Sin embargo, uno debe estudiar la Torá, y observar sus mandamientos, aunque no esté en el estado de ánimo adecuado, ya que gradualmente adquirirá un estado de ánimo comprensivo.